# 嚴駿豪
嚴駿豪（英語：Philip Yim Chun-ho，1985年—），香港政治人物，民主黨成員，前香港南區區議會華富北選區議員。
2019年區議會選舉，柴文瀚交棒予同黨嚴駿豪，對手為民建聯張偉楠。最後嚴駿豪以1300多票的差距擊敗民建聯對手當選，連同於華富南選區當選的黎熙琳，民主黨繼2003年後再次統一華富。

## 公職
- 南區區議會議員
  - 環境、衞生及健康事務委員會主席
  - 社區參與事務委員會副主席
  - 經濟、發展及規劃事務委員會委員
  - 財務及審核委員會委員
  - 康體及地區設施委員會委員
  - 南區社區重點項目專責委員會委員
  - 交通及運輸事務委員會委員

## 外部連結
- 嚴駿豪的Facebook專頁
- 嚴駿豪的Instagram帳戶
- 嚴駿豪的Threads

| 議會席位      | 議會席位                                 | 議會席位    |
| ------------- | ---------------------------------------- | ----------- |
| 前任： 柴文瀚 | 南區區議會華富北選區 2020年—2021年7月9日 | 繼任： 懸空 |